# Schiff András
Schiff András vagy Sir András Schiff (Budapest, 1953. december 21. –) Kossuth-díjas magyar származású zongoraművész. 1979-ben emigrált Nagy-Britanniába, jelenleg Londonban vagy Firenzében él. 1987 óta osztrák, 2001 óta brit állampolgár. Siokava Júko(en) hegedűművész férje.

## Élete

### Tanulmányai
Schiff András 1953-ban Budapesten született. Édesanyja Csengeri Klára (Schiff Ödönné), egy ideig zongora szakon tanult a Zeneakadémián. Zongorázni 5 évesen kezdett, majd 1960-ban a Fővárosi Zeneiskolában (7 éves) Vadász Erzsébet növendéke lett. 14 évesen elindult a Magyar Televízióban közvetített 1968-as Ki mit tud? versenyen, ahol komolyzene kategóriában első helyezést nyert és ezzel országosan ismertté vált. 1968 és 1974 között Kadosa Pál és Rados Ferenc professzorok tanítványa volt a Liszt Ferenc Zeneművészeti Főiskolán, de diplomát nem szerzett. Még akadémista évei alatt ismerkedett meg George Malcolmmal,(en) akinél Londonban hosszú évekig rendszeresen továbbképezte magát. Művészi fejlődésében meghatározó tanáregyéniségek voltak még: Kabos Ilonka, Simon Albert, Amadeus Webersinke, Tatyana Nyikolajeva, Bella Davidovics.

### Szólistakarrierje
1974-től 1976-ig engedéllyel kamarazenét taníthatott a Zeneakadémián. Még akadémistaként több nemzetközi versenyen sikerrel szerepelt. 1973-ban a Weiner Leó kamarazenei versenyen hegedűs partnerével, Szenthelyi Miklóssal ért el első helyezést. 1974-ben a moszkvai Csajkovszkij-verseny díjazottja volt, 1975-ben a leedsi Nemzetközi Zongoraverseny döntőjében IV. helyezést ért el. 1976-ban megkapta a Liszt Ferenc-díjat. 1976-ban kezdte nemzetközi pályafutását hangszeres szólistaként.
1979-ben elhagyta Magyarországot, és Londonba, majd az Egyesült Államokba költözött. 1983-tól a Decca hanglemezgyár hosszútávú szerződést kötött vele. Számtalan felvétele készült és jelent meg ennél a cégnél. Elsősorban zongoraművészként vált ismertté világszerte, de kezdetektől fogva aktív kamarazenész is. Fellép szólóesteken és emellett számos zenekari koncerten, de gyakori résztvevője különböző összeállítású kamaraegyütteseknek is. 1987-től Salzburgban telepedett le (osztrák állampolgárságot kapott), később feleségével, Siokava Júko (Yuuko Shiokawa) japán hegedűművésszel Firenzébe költözött. 
Többek között megszervezte Salzburg mellett a Mondsee-i kamarazene-fesztivált (Musiktage Mondsee), melynek 1989-től 1998-ig művészeti vezetője volt. 1995-ben Heinz Holliger oboaművésszel megalapította Svájcban az Ittingeni Pünkösdi Koncertek sorozatát. 1998-ban Vicenzában tartotta meg az első Ommaggio a Palladio című koncertsorozatot. A weimari fesztivál művészeti vezetője volt 2004 és 2007 között.
Schiff András repertoárja igen széles, Bachtól Bartókig és Janáčekig terjed. Leggyakrabban Bach, Mozart, Beethoven, Schubert, Chopin, Schumann és Bartók műveit játssza. Az elmúlt években rendszeresen játszott – egy-egy nagyvárosban – ciklusokat Bach, Mozart és Schubert műveiből. A salzburgi Mozart-héten kamaraegyüttesével több év alatt előadta Mozart összes zongoraversenyét. 2004–2006 között eljátszotta Beethoven harminckét zongoraszonátáját a művek keletkezésének sorrendjében. A zongoraművész-karmester nagy gonddal állítja össze koncertjei témakörét. Hangoztatott véleménye alapján számára Bach a legnagyobb zeneszerző, a legeredetibb és legérdekesebb többek között Schumann, de Bartók Béla zongoraművészként és komponistaként is meghatározó a pályáján.
Schiff Andrást számos kritikusa nevezte a zongora poétájának. 1990-ben Grammy-díjat kapott „Legjobb instrumentális szóló előadás (zenekar nélkül)” kategóriában, Bach Angol szvitjeinek előadásáért. 2013 decemberében, 60. születésnapja alkalmából, a londoni Királyi Filharmóniai Társaság (RPS) aranymedáljával tüntették ki. 2014. június 14-én II. Erzsébet brit uralkodó „a zeneművészetért kifejtett tevékenységéért” lovagi címmel tüntette ki, így a „Sir” előnév viselésére is jogosulttá vált. Schiff András aktív közéleti tevékenységet is folytat, többször felemelte szavát az idegengyűlölet és az antiszemitizmus ellen.

### Karmester
Az 1990-es években már nemcsak szólistaként ismerték, hanem karmesterként is bemutatkozott. Az első ilyen hangversenyeket a zongora mellől vezényelte, majd 1999-ben Cappella Andrea Barca néven saját kamaraegyüttest szervezett, mellyel szólistaként és karmesterként is fellép. Az együttes kezdetben Schiff Mozart-interpretációit kísérte, majd szélesítették repertoárjukat. A zenekar elnevezésére saját neve inspirálta (németül Schiff, olaszul barca egyaránt hajót jelent).
Az utóbbi másfél évtizedben többek közt Bach Máté-passióját és h-moll miséjét, Haydn A Teremtés című oratóriumát, ezenkívül Mozart Così fan tutte című operájának koncertszerű előadását vezényelte.
Saját kamarazenekara mellett több alkalommal Budapesten vezényelte még a Budapesti Fesztiválzenekart, a Nemzeti Filharmonikusokat és az Európai Kamarazenekart (Chamber Orchestra of Europe). Az általa vezényelt kiemelkedő zenekarok között van a londoni Philharmonia Zenekar, a San Franciscó-i Szimfonikusok és a Los Angeles-i Filharmonikusok.

## Gondolatai a zenéről
Schiff András „A zenéről, zeneszerzőkről, önmagáról” címmel 2003-ban megjelent könyvéből:

| „               | "Ha tehetem, minden koncert előtt elmegyek egy múzeumba. Ha Schubertot játszom, mindig nagyon inspirálónak érzem Caspar David Friedrich festményeit. Ugyanez a helyzet az irodalommal és a nyelvvel. Amit az ember lát, olvas vagy átél, egészen biztosan kihat a zenélésére is. Horszowszki vagy Arrau muzsikálásán lehetett érezni, hogy sokat élt, látott és olvasott. Igaz, például Benedetti-Michelangelin mindez nem érződött, ő fantasztikusan játszott, alighanem minden idejét a zongora mellett töltötte. Engem mindig jobban vonzottak azok a zenészek, akik sokat tudtak a világról. Abban a tudatban lépek ki a pódiumra, hogy küldetésem van: Bach, Mozart, Beethoven és Schubert zenéjének megszólaltatása. Egy Cézanne-képet kiakasztanak a múzeumban, és mindenki megnézheti. Egy Bach-mű kéziratát azonban hiába akasztják ki a falra, bármilyen szép is, csak akkor lesz Bach-mű, ha valaki kilép a pódiumra és megszólaltatja. Az előadó médium a szerző és a közönség között. Nélküle az egész nyugati zeneirodalom holt kincs." | ” |
| – Schiff András | |   |

## Díjak, kitüntetések
- 1976 – Liszt Ferenc-díj
- 1990 – Grammy-díj
- 1991 – Bartók Béla–Pásztory Ditta-díj
- 1994 – a Düsseldorfi Robert Schumann Intézet, Claudio Arrau-érme
- 1996 – Kossuth-díj
- 1997 – Koppenhága, Léonie Sonning Zenei Díj
- 2003 – Vicenza, Palladio d'Oro-díj
- 2003 – Brémai Zenei Fesztivál Díj
- 2005 – a Liszt Ferenc Zeneművészeti Egyetem tiszteletbeli tanára
- 2006 – a bonni Beethoven Ház tiszteletbeli tagja
- 2007 – az olasz Premio della critica musicale Franco Abbiati-díja
- 2007 – a Royal Academy of Music és a Kohn Alapítvány Bach-díja
- 2008 – Magyar Kultúra Követe cím
- 2011 – Zwickau város Robert Schumann-díja[12]
- 2013 – a Londoni Királyi Filharmóniai Társaság (RPS) Aranymedálja
- 2014 – II. Erzsébet brit királynő lovagi rangot adományozott neki
- 2018 – a Royal College of Music (London) tiszteletbeli doktora
- 2025 – Praemium Imperiale (Japán, 2025)[13]

## Írásai
- A zenéről, zeneszerzőkről, önmagáról; ford. Hamburger Klára; Vince, Budapest, 2003 + CD
- A zene a csendből jön. Beszélgetések Martin Meyerrel. Esszék; ford. J. Győri László; Magvető, Budapest, 2018
- Music Comes Out of Silence. A Memoir. Weidenfeld & Nicolson. 2020. ISBN 9781474615273